# مرنة (أرومية)
مرنة هي قرية في مقاطعة أرومية، إيران. يقدر عدد سكانها بـ 356 نسمة بحسب إحصاء 2016.